# Upphandlingsdeputationen
Upphandlingsdeputationen, Kungliga deputationen, Deputationen, var ett extraordinarie ämbetsverk som på förslag av Georg Heinrich von Görtz inrättades av Karl XII och fick sin instruktion 20 januari 1716. Dess chef var Görtz, vilken utsåg till medlemmar holsteinska geheimerådet greve Gerhard von Dernath, bankofullmäktigen baron Johan Thegner och krigsrådet Salomon von Otter samt statssekreteraren Daniel Niclas von Höpken. Längre fram adjungerades kammarrådet J. Cronfelt. Bland dess underordnade tjänstemän må nämnas holsteinska hovrådet von Hagen och sekreteraren Georg Henning Ecklef. 
Deputationen hade att av Kontributionsränteriet mottaga "ständernas obligationer", som den skulle dels använda till betalning av förskott och lån, dels avyttra mot reda pengar eller accepterade växlar, vidare skulle den uppbära rikets inkomster och därmed förnöja K.M:ts och vederbörandes assignationer. Kontributionsränteriet förlorade dispositionsrätten över kontributionen och durchtågsgärden, och Statskontoret försattes totalt i overksamhet. Deputationen fick inte vidtaga någon åtgärd utan Görtz' vetskap och bifall samt var skyldig att utan invändning verkställa hans befallningar. Den var således ett verktyg i den allsmäktige gunstlingens hand. von Dernath var Görtz' ställföreträdare och antog stundom i deputationen dennes höga ton, men uttalade för honom sitt missnöje med flera av hans åtgärder. Det är att märka, att ingendera var svensk medborgare och att Görtz ansvarade endast för konungen. Sitt namn fick deputationen av den anledning, att den skulle upphandla de för hären erforderliga förnödenheterna, varför den s.k. upphandlingsavgiften utskrevs. Genom maktens samlande på en hand stävjades obehöriga ingrepp i finansförvaltningen, men deputationen ansåg sin egentliga uppgift vara att bestrida de löpande utgifterna och bekymrade sig föga om anvisningar, som Statskontoret och Kontributionsränteriet inte förmått betala.
Aldrig någonsin i historiskt känd tid har Sverige varit skoningslösare behandlat än under Görtz' kraftregering. Såsom betecknande för denna är det nog att anföra följande. Var och en som lämnade kronan förskott mot säkerhet av "ständernas obligationer" tilläts det att som utomordentligt hypotek ta inteckning i någon undersåtes fastighet. När obligationerna det oaktat fann ringa avsättning användes de till att gälda kronans skulder och andra utgifter. Förvaltarna av änkors, faderlösa barns, kyrkors och skolors reda medel måste utlämna dessa. Det bekanta experimentet med mynttecknen var så mycket fördärvligare, som det födde av sig en mängd drakoniska påbud, med vilka man fåfängt hoppades kunna återställa nödmyntens förstörda kredit. 
Hit hör försämringen av kopparmyntet, vars valör ökades med 50 procent, avlysningen av rikets redbara mynt, vilket under hot av konfiskation avfordrades undersåtarna (som ersättning gavs blott det nästan värdelösa nödmyntet), beslagtagandet av rikets betydligare exportvaror (järn, koppar, mässing, tjära, beck, svavel, alun, vitriol och rödfärg) mot ersättning med nödmynt efter en låg taxa, tvångsbeskattningen av dem, som inte självmant erbjöd kronan lån, stapelstädernas förständigande vid högt vite att 1718 importera en stor mängd spannmål, attentatet mot Riksbanken genom kronans vägran att likvidera sin skuld och förvandling av bankosedlarna till aktier samt påbudet om, att för 1719 skulle erläggas en gärd av 16 2/3:s procent av alla redbara kapital, guld och silver, vilket dock inhiberades till följd av kungens död.
Med Karl XII:s död förlorade deputationen sin makt, och dess ledamöter avskedades 5 januari 1719. Med den ramlade systemet. Görtz, von Dernath och Ecklef jämte deras betjäning häktades (om Görtz' vidare behandling se artikeln om honom). I mitten av 1720 lösgavs von Dernath, men Ecklef först 1727. Redan före ständernas sammankomst 1719 förordnade drottning Ulrika Eleonora en kommission över Görtz, von Dernath och deras hantlangare. Dessutom nedsatte ständerna i maj 1719 en kommission för att granska Upphandlingsdeputationens och Kontributionsränteriets finansförvaltning. I ivern att straffa Görtz avvisade ständerna hans anbud om redovisning, vilken för övrigt skulle ha blivit en vansklig uppgift, eftersom före Cronfelts inträde varken protokoll, registratur eller diarium förts i deputationen. Ecklef, som uppsatt dennas räkenskaper för 1716, fick sig ålagt det kinkiga uppdraget att avsluta dess räkenskaper. De är inte fullt tillförlitliga. Ständerkommissionens arbete granskades av en deputation, som tillsattes av riksdagen 1723 och kom till det resultat, att efter Görtz fanns en kassabrist av mer än 18 tunnor guld, av vilka 5 torde kunna återfås från utlandet, och efter von Dernath en dylik av 123 570 dal. smt. Deputationen fäste inte avseende vid en av förmyndare för Görtz' barn insänd räkning, som upptog deras fordran av svenska staten till omkr. 1/3 miljoner rdr.